# VR Bank HessenLand
Die VR Bank HessenLand eG hat ihren Sitz in Alsfeld im Vogelsbergkreis. Sie zählt zu den Genossenschaftsbanken und gehört zur Finanzgruppe der Volksbanken-Raiffeisenbanken. Das Geschäftsgebiet erstreckt sich über den Vogelsbergkreis, den Landkreis Marburg-Biedenkopf und den Schwalm-Eder-Kreis. Die Bank ist Mitglied beim Bundesverband der Deutschen Volksbanken und Raiffeisenbanken (BVR) sowie dessen Sicherungseinrichtung. 

## Geschichte
Die VR Bank HessenLand eG hat sich in ihrer Geschichte durch viele Fusionen von örtlichen Genossenschaftsbanken gebildet. Die älteste dieser Teilbanken war Homberg (Ohm), gegründet im Jahr 1858. Die letzte große Fusion in der Geschichte der Bank fand im Jahr 2000 statt: Hier entstand aus der VR Bank eG (Alsfeld), der Raiffeisenbank Kirchhain und der Raiffeisenbank Schwalmstadt die VR Bank eG Alsfeld Kirchhain Schwalmstadt. Seitdem kam nur im Jahr 2002 noch die Raiffeisenbank Gründchen hinzu. Im Jahr 2006 erfolgte die Umfirmierung in VR Bank HessenLand eG.

## Logo
Das Logo der VR Bank HessenLand besteht neben dem Schriftzug unter anderem aus der „Welle“. Diese steht für Berge und Täler, welche für die ländliche Gegend im Geschäftsgebiet stehen. Ebenso wie die „Welle“ soll auch der Name HessenLand auf die enge Verbundenheit der Bank mit der ländlichen Umgebung hindeuten. 